# Chlorochlamys hesperia
Chlorochlamys hesperia är en fjärilsart som beskrevs av Sperry 1951. Chlorochlamys hesperia ingår i släktet Chlorochlamys och familjen mätare. Inga underarter finns listade i Catalogue of Life.